# Anne Fausto-Sterling
Anne Fausto-Sterling (New York, 30 luglio 1944) è una sessuologa e biologa statunitense, docente di biologia e studi di genere alla Brown University.
Ha scritto molte pubblicazioni riguardanti biologia di genere, identità sessuale, identità di genere, ruoli di genere e intersessualità.

## Biografia
Fausto-Sterling si è laureata in zoologia presso l'Università del Wisconsin nel 1965 e ha conseguito un dottorato di ricerca in genetica dello sviluppo alla Brown University nel 1970. Attualmente è docente di biologia e studi di genere alla Nancy Duke Lewis presso il Dipartimento di biologia molecolare e biochimica.
Ha scritto due libri destinati al pubblico generale. La seconda edizione del primo di quei libri, Myths of Gender, è stata pubblicata nel 1992.
Il suo secondo libro per il grande pubblico è Sexing the Body: Gender Politics and the Construction of Sexuality, pubblicato nel 2000. Ha affermato che in esso si propone di "convincere i lettori della necessità di teorie che consentano una buona dose di variazione umana e che integrino i poteri analitici del biologico e del sociale nell'analisi sistematica dello sviluppo umano".
In un articolo intitolato The Five Sexes, in cui, secondo lei, aveva intenzione di essere provocatoria, ma con uno stile chiaramente ironico, Fausto-Sterling fece un esperimento mentale considerando un modello alternativo di genere contenente cinque sessi: maschio, femmina, merma, ferm e herm. Questo esperimento mentale è stato interpretato da alcuni come una proposta seria o addirittura una teoria; i sostenitori delle persone intersessuali hanno affermato che questa teoria era sbagliata, confusa e inutile per gli interessi delle persone intersessuali. In un articolo successivo intitolato The Five Sexes, Revisited  ha riconosciuto queste obiezioni.
Fausto-Sterling fa parte del comitato editoriale della rivista Perspectives in Biology and Medicine e del comitato consultivo della rivista accademica femminista Signs.
Fausto-Sterling è sposata con Paula Vogel, professoressa dell'Univeristà Yale e vincitrice del premio Pulitzer per la drammaturgia.

## Casi studiati

### Naturalismo
Of Gender and Genitals è il terzo capitolo di Sexing the Body di Fausto-Sterling. Il capitolo inizia con una descrizione di un caso studio di anemia falciforme, compresa l'emoglobina e il rischio di far cristallizzare l'emoglobina-S, che porta a dolore intenso e potenziale paralisi in periodi di stress. La lezione sull'anemia falciforme si conclude con due semplici conclusioni: la prima è che una leggera alterazione di una sequenza di DNA lascerà grandi cambiamenti al DNA nel suo insieme; il secondo è che tratti e difetti non possono essere facilmente previsti. I dati di Fausto-Sterling proseguono affermando che i soli geni non decidono i fenotipi; i fenotipi sono invece decisi dalla storia ambientale e dello sviluppo della persona, oltre alla loro dotazione genetica totale. Allo stesso modo, il comportamento non è deciso esclusivamente dalla sola genetica. I dati proseguono inoltre affermando che mentre il numero di nervi viene deciso nella prima metà della gravidanza, l'interconnessione cellulare continua a moltiplicarsi e crescere durante i primi quattro anni di vita. Inoltre, la mente e il temperamento di un adulto sono modellati dall'ambiente in cui è cresciuto. Fattori inclusi, idoneità fisica, alimentazione e relazioni interpersonali con altre persone. Attraverso questi studi e il lavoro analitico, sono state ideate le seguenti quattro teorie sullo sviluppo di genere di determinismo biologico, psicoanalitico, apprendimento sociale e sviluppo cognitivo.

### Teoria dello sviluppo di genere
Fausto-Sterling mostra i suoi punti di vista sulle teorie sullo sviluppo del genere rilevando come gli embrioni con cromosomi XY e XX rimangano identici fino alla sesta settimana di sviluppo nell'utero. Durante queste sei settimane, gli embrioni XY / XX sviluppano una gonade indifferente, uno strato extra che non è influenzato dall'embrione cromosomico a causa della loro indistinguibile somiglianza al momento. Questo processo esterno si sviluppa in modo simile ai vari organi riproduttivi maschili e femminili che successivamente si sviluppano all'interno del corpo. Entro la fine del primo mese e mezzo, tutti gli embrioni si sarebbero sviluppati, indipendentemente dal genere. Inoltre, i cromosomi all'interno delle cellule avranno sviluppato diversi insiemi di dotti mesonefrici che sono indifferenti al genere. Una serie di condotti alla fine sviluppa gli organi riproduttivi sopra menzionati in base al sesso del feto. Una volta che il cromosoma Y nell'embrione XY si innesca, viene sviluppato un lungo processo sullo sviluppo dei feti maschi. Al contrario, si sa molto meno sullo sviluppo dei feti XX. Ciò che si sa della femmina XX è che i feti producono approssimativamente la stessa quantità di estrogeni rispetto alla produzione di testosterone nell'XY maschio. Più avanti lungo la linea della crescita del feto, i genitali originariamente identici dei due tipi di feto si differenziano nell'ottava settimana. In alcuni casi il feto XY inizierà a sviluppare genitali femminili invece del pene e dello scroto maschili a causa di una carenza di diidrotestosterone. Dopo aver dettagliato le opinioni di John Money e Julianne Imperato-McGuinamente sull'identità di genere, Fausto-Sterling conclude con le tre influenze che definiscono il genere - informazioni sulla regolamentazione genetica, intrusioni dall'esterno dell'utero e "variazione casuale" nello sviluppo - e due punti sullo sviluppo sessuale ".

### Il modello standard
Nel capitolo Of Gender and Genitals, Fausto-Sterling critica il modello standard e il modo in cui influisce su entrambi né maschi né femmine. Spiega che i medici assegnano chirurgicamente neonati o maschi quando non sono nati con genitali "normali". Fausto-Sterling crede che man mano che i bambini crescono e diventano più maschili o femminili “la cura conta molto di più della natura” perché influenza le inclinazioni del bambino a diventare etero o omosessuale. Quando i medici hanno studiato lo spettro dei sessi, Fausto-Sterling ha criticato il fatto che non hanno mai messo in dubbio le ipotesi fondamentali secondo cui ci sono solo due sessi, perché il loro obiettivo nello studio intersessuale era scoprire di più sul normale sviluppo. Le motivazioni dei medici per la ricerca sull'intersessuale mostrano che promuovono il modello standard per il sesso e non sono disposti ad accettare il fatto che ci sono diverse varianti del sesso. Fausto-Sterling crede fermamente che i medici non siano etici in quanto non consentono variazioni del sesso e assegnano immediatamente un sesso entro poche ore dalla nascita perché non esiste un modo per dire se il bambino si accontenterà del sesso assegnato. Inoltre, qualunque sia il trattamento che scelgono... i medici... decidono come gestire l'intersessualità atta da... convinzioni profondamente radicate sulla sessualità maschile e femminile [e] sui ruoli di genere. Fausto-Sterling sostiene che la conseguenza di eseguire un intervento di riassegnazione sessuale su neonati intersessuali [sviluppa] un linguaggio che rafforza l'idea che in agguato nel bambino di sesso misto vi sia un vero corpo maschile o femminile. Afferma che ciò è inaccettabile perché ora che la società crede con veemenza che dovrebbero esistere solo maschi o femmine, chiude una finestra su uno spettro di generi. Ancora di più, coloro che sono nati intersessuali sono costretti a vivere una vita infelice piena di chirurgia e controllo perché non si adattavano al modello standard. Per cambiare il modello standard, Sterling suggerisce che dovremmo chiederci: "dovrebbero esserci solo due sessi?"

### Sexing the Body
Nel capitolo intitolato Of Gender and Genitals, Fausto-Sterling descrive in dettaglio il sesso del corpo umano. Quando un bambino intersessuale nasce per la prima volta, viene chiamata una "emergenza medica". Per "risolvere il problema" si fa affidamento sull'intervento di riassegnazione di genere perché il corpo deve avere un sesso specifico. Decidere se chiamare un bambino un maschio o una femmina, quindi, impiega definizioni sociali delle componenti essenziali del genere. Fausto-Sterling descrive la Phall-o-metrics, la tecnica di misurazione utilizzata per determinare il pene o il clitoride accettabili dal punto di vista medico. Fausto-Sterling implica che il corpo è sessuato e questo sesso deriva dagli standard che la società ha posto su come dovrebbero essere e come dovrebbero essere un maschio e una femmina. Queste definizioni sono principalmente culturali, non biologiche.

## Opere
Libri
- Fausto-Sterling, Anne, Myths of gender: biological theories about women and men, New York, Basic Books, 1992, ISBN 0-465-04792-0.   Fausto-Sterling, Anne, Myths of gender: biological theories about women and men, New York, Basic Books, 1992, ISBN 0-465-04792-0.   Fausto-Sterling, Anne, Myths of gender: biological theories about women and men, New York, Basic Books, 1992, ISBN 0-465-04792-0.
- Fausto-Sterling, Anne, Sexing the Body: Gender Politics and the Construction of Sexuality, New York, Basic Books, 2000, ISBN 0-465-07714-5.   Fausto-Sterling, Anne, Sexing the Body: Gender Politics and the Construction of Sexuality, New York, Basic Books, 2000, ISBN 0-465-07714-5.   Fausto-Sterling, Anne, Sexing the Body: Gender Politics and the Construction of Sexuality, New York, Basic Books, 2000, ISBN 0-465-07714-5.[20][21]
- Fausto-Sterling, Anne, Sex/Gender: Biology in a Social World, New York, Routledge, 2012, ISBN 9780415881456.

Capitoli di libri
- Fausto-Sterling, Anne (2014). Nature. In CR Stimpson e G. Herdt (a cura di), Termini critici per lo studio del genere. Stampa dell'Università di Chicago. pp.   294-315. ISBN 978-0226774817.[22]